# Nazionale maschile di pallacanestro della Palestina
La nazionale di pallacanestro della Palestina è la rappresentativa cestistica della Palestina ed è posta sotto l'egida della Federazione cestistica della Palestina.
Inizialmente ha partecipato ai FIBA AfroBasket.

## Piazzamenti

### Campionati asiatici
- 2015 - 10°

### Campionati africani
- 1964 -  3°
- 1970 - 6°

### Giochi asiatici
- 2006 - 17°
- 2014 - 15°
- 2018 - 14°

## Formazioni

### Campionati asiatici
Campionato asiatico maschile di pallacanestro 20154 Haroon, 5 Khatib, 6 Abu-Shamala, 7 Younis, 8 Yaghmour, 9 Salman, 10 Qahwash, 11 Odeh, 12 Owda, 13 Sani Sakakini, 14 Yousef, 15 Sal. Sakakini,        All. Jerry Steele

### Giochi asiatici
Pallacanestro ai XVII Giochi asiatici4 Younis, 6 Abu-Shamala, 9 Salman, 10 Mesk, 11 Mousa, 12 Abu-Rahal, 13 Sani Sakakini, 14 Yousef, 15 Sal. Sakakini,        All. Jerry Steele